# Вар-сюр-Розе
Вар-сюр-Розе́ (фр. Vars-sur-Roseix, окс. Vars) — коммуна во Франции, находится в регионе Лимузен. Департамент — Коррез. Входит в состав кантона Эйан. Округ коммуны — Брив-ла-Гайард.
Код INSEE коммуны — 19279.
Коммуна расположена приблизительно в 410 км к югу от Парижа, в 70 км южнее Лиможа, в 32 км к западу от Тюля.

## Население
Население коммуны на 2008 год составляло 304 человека.
| 1962 | 1968 | 1975 | 1982 | 1990 | 1999 | 2008 |
| ---- | ---- | ---- | ---- | ---- | ---- | ---- |
| 201  | 211  | 227  | 257  | 280  | 255  | 304  |

## Администрация
| Период | Период | Фамилия           | Партия | Примечания |
| ------ | ------ | ----------------- | ------ | ---------- |
| 1975   | 1995   | Жан Фанту         |        |            |
| 1995   |        | Жан-Поль Малаваль |        |            |

## Экономика
В 2007 году среди 196 человек в трудоспособном возрасте (15-64 лет) 145 были экономически активными, 51 — неактивными (показатель активности — 74,0 %, в 1999 году было 72,5 %). Из 145 активных работали 129 человек (68 мужчин и 61 женщина), безработных было 16 (5 мужчин и 11 женщин). Среди 51 неактивных 8 человек были учениками или студентами, 33 — пенсионерами, 10 были неактивными по другим причинам.